# Рокитна (станція)
Рокитна  — колишня проміжна залізнична станція Полтавської дирекції Південної залізниці на ділянці з.п. 287 км — роз'їзд на Кагамлицьку та з.п. 281 км. Розташована в місті Кременчук Полтавської області.

## Історія
До 1960-х років називалася «Комсомольським роз'їздом».
Тут зупинявся поїзд далекого прямування сполученням Кременчук-Бахмач з причіпними вагонами Кременчук-Гадяч. Курсували приміські дизельні поїзди на Кременчук, Ромодан та Семенівку.
Зараз не існує (об'єднана зі станцією Кагамлицька).